# 敦卡縣
敦卡縣是印度的一個縣，位於該國東部，由賈坎德邦負責管轄，面積3,716平方公里，識字率為62.54%，2011年人口1,321,096，人口在2001至2011年期間增加19.39%，人口密度每平方公里356人。
24°16′00″N 87°15′00″E / 24.2667°N 87.25°E